# Libertas (mitología)

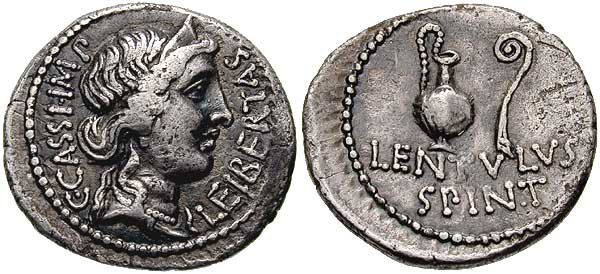
Denario (42 a. C.) puesto en circulación por Casio y Léntulo Espínter. En el anverso se representa la cabeza coronada de Libertas y en el reverso un jarro sacrificial y un lituus.

Libertas fue la diosa y personificación romana de la libertad, equivalente a la griega Eleuteria (Ἐλευθερία) —cuya única mitología consiste en aparecer en algunas monedas alejandrinas—.  Se hizo popular en la República romana tardía y aparece en las monedas acuñadas por los asesinos de Julio César. En época imperial, la usó el emperador Galba como elemento propagandístico en sus acuñaciones para significar la libertad del pueblo. En la mayoría de sus representaciones, Libertas aparece llevando la vara y el pileus. Tras la época romana, conservó esta imagen. 
Libertas no aparece en ningún contexto mitológico y parece ser solo mera propaganda política. Higino, el único autor que la incluye en un texto mitológico, dice que de la unión entre Júpiter (Zeus) y Juno (Hera) nacieron dos hermanas: la Libertad y la Juventud (Juventas).  Libertas ha sido identificada con la diosa romana Feronia.

## Templos e inspiraciones derivadas
En 238 a. C., durante la segunda guerra púnica, tras haber sido durante mucho tiempo una deidad romana con otras virtudes personificadas, Libertas asumió un estatus de diosa. Tiberio Sempronio Graco ordenó la construcción de su primer templo en el Monte Aventino; se depositaron en el atrio del templo tablas censales. 
Posteriormente, fue construido otro templo (58-57 a. C.) en el Monte Palatino, otro en las Siete colinas de Roma, por Publio Clodio Pulcro. Construyendo y consagrando el templo en la antigua casa del entonces exiliado Cicerón, Clodius se aseguró de que la zona fuese legalmente no habitable. 
Tras su regreso, Cicerón alegó con éxito que la consagración no era válida y así se las arregló para reclamar la tierra y destruir el templo. En el 46 a. C., el Senado romano votó construir y dedicar un lugar sagrado a Libertas en reconocimiento de Julio César, pero al final no se construyó ningún templo; no obstante, una pequeña estatua de la diosa se colocó en el Foro romano.
Libertas, junto con otras diosas romanas, ha servido como inspiración para muchos símbolos actuales, como por ejemplo la Estatua de la Libertad en la Isla de la Libertad en los Estados Unidos. De acuerdo con el Servicio de Parques Nacionales, el vestido romano de la estatua es el principal rasgo que invoca a Libertas y el símbolo de libertad del que deriva el nombre de la estatua.
Además, muchas monedas a lo largo de la historia han llevado el nombre o imagen de Libertas. Libertas fue representada en las monedas "Libertad del Pueblo" de Galba durante su breve reinado tras la muerte de Nerón.  La Universidad de Carolina del Norte registra dos casos de bancos privados en su estado que representan a Libertas en sus billetes de banco; Libertas es representada en las monedas de 5, 10 y 20 denominadas Rappen de Suiza.

## Símbolos de Libertas
Libertas fue asociada con el pileus, habitualmente llevado por los esclavos liberados.

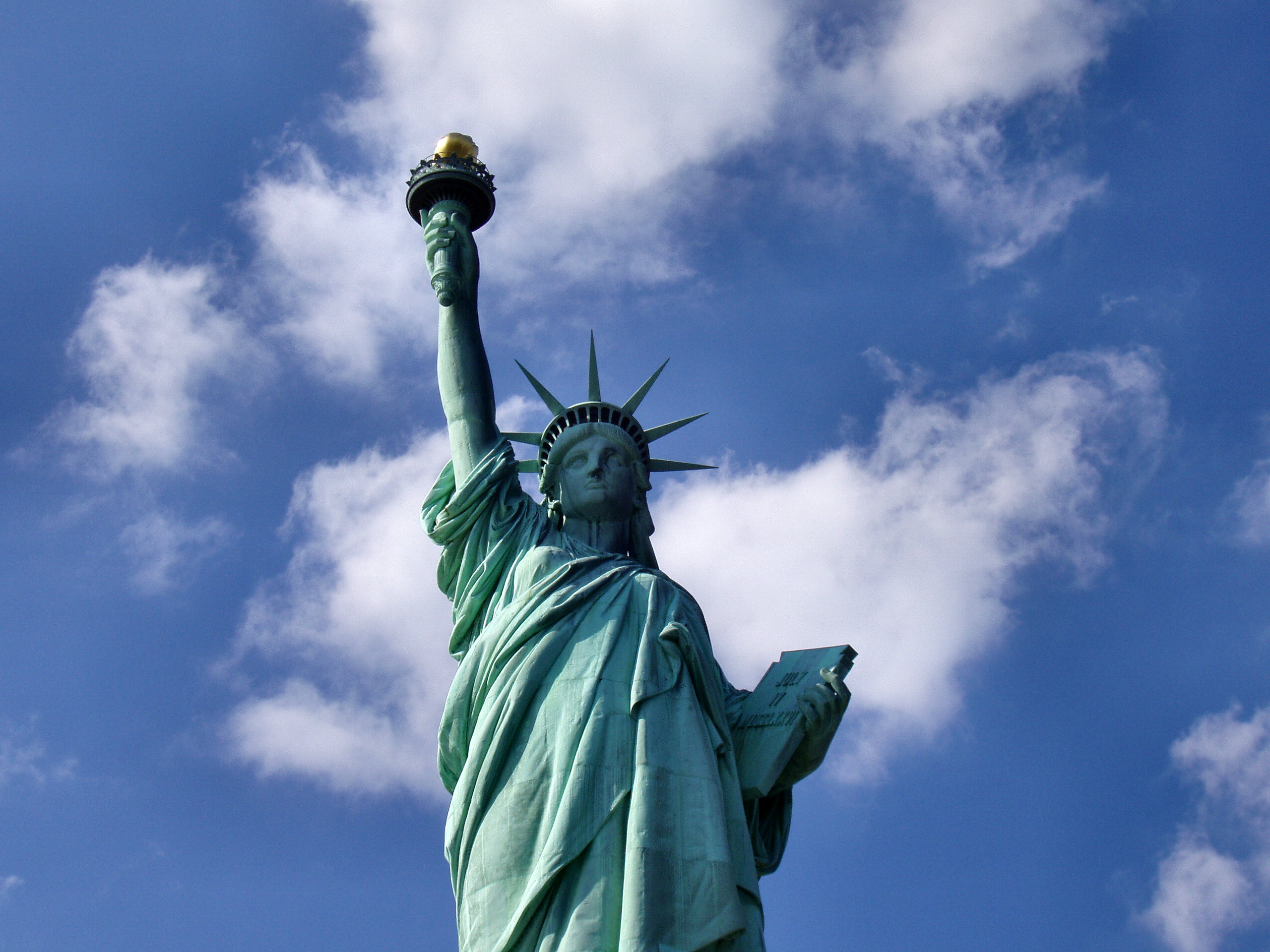
La Mujer que está personificada en la Estatua de la Libertad es Libertas.

Entre los romanos el gorro de fieltro fue el emblema de la libertad. Cuando un esclavo obtenía su libertad, tenía su cabeza rapada, y llevaba en vez de su pelo un pileus sin color (πίλεον λευκόν, Diodoro Sículo Exc. Leg. 22 p625, ed. Wess.; Plauto Amphit. I.1.306; Persio, V.82). De ahí que la frase servos ad pileum vocare es una llamada a la libertad, mediante la cual los esclavos fueron frecuentemente convocados a tomar las armas con una promesa de libertad (Tito Livio XXIV.32). La figura de la Libertad en algunas monedas de Antonino Pío, acuñadas en el 145 a. C., lleva este gorro en la mano derecha..
Libertas también era reconocida en la antigua Roma por la vara (vindicta o festuca), usada ceremonialmente en el acto de Manumissio vindicta ("libertad por la vara" (negritas añadidas):
El amo llevaba a su esclavo ante el magistratus, y exponía las razones (causa) de su pretendida manumission. El lictor del magistratus colocaba una vara (festuca) en la cabeza del esclavo, acompañándolo de una determinadas palabras formales, con las que declaraba que era un hombre libre ex Jure Quiritium, esto es, "vindicavit in libertatem." El amo, mientras tanto, agarraba al esclavo, y después de que hubiese pronunciado las palabras "hunc hominem liberum volo," daba una vuelta alrededor de él (momento turbinis exit Marcus Dama, Persius, Sat. V.78) y lo dejaba marchar (emisit e manu, o misit manu, Plaut. Capt. II.3.48), de ahí el nombre general del acto de "manumissio". El magistratus lo declaraba entonces libre [...]